# Sionismo cristão
Sionismo cristão é uma crença difundida entre alguns cristãos, notadamente evangélicos pentecostais e neopentecostais, de que o retorno dos judeus à Terra Santa, o estabelecimento do Estado de Israel, em 1948,  e a expulsão dos gentios de Jerusalém - sob ocupação israelense desde 1967 -, estão de acordo com a profecia bíblica. O sionismo cristão sobrepõe-se mas é distinto do movimento do século XIX pelo retorno dos judeus à Terra Santa, que teve adeptos motivados tanto por convicções religiosas como políticas. O conceito de sionismo cristão popularizou-se em meados do século XX, substituindo o termo restauracionismo.
Alguns cristãos sionistas acreditam que o ajuntamento dos judeus em Israel é uma precondição para a Segunda vinda de Jesus. Tal crença é principalmente, embora não exclusivamente, associada com o Dispensacionalismo cristão. A ideia de que os cristãos devem apoiar ativamente o retorno dos judeus à Terra de Israel, paralelamente à ideia de que os judeus deveriam ser encorajados a se tornarem cristãos, como um meio de cumprir a profecia bíblica, tem sido comum nos círculos protestantes desde a Reforma.
Tal como os sionistas judeus, muitos cristãos sionistas acreditam que o povo de Israel é o povo escolhido de Deus, juntamente com os cristãos e gentios enxertados [ Romanos 11, 17-24].   
Entre os que advogaram ou profetizaram a retomada da terra de Israel pelos judeus estiveram John Milton, Locke, Newton, Priestley, Fichte e Robert Browning, além do caso mais conhecido de George Eliot. Entre os políticos podem ser citados Lord Shaftesbury, Palmerston, Milner e Lloyd George. Na tradição iluminista, recorde-se o chamado de Napoleão aos judeus para a reconquista de seu patrimônio durante a campanha síria de 1799. Entre as elites políticas e burocráticas europeias, o sionismo cristão foi quase sempre compatível com o antissemitismo, já que ambos eram favoráveis à saída dos judeus da Europa.

## Proponentes notáveis
- Arthur Balfour[9]
- John Nelson Darby
- Tom DeLay[9]
- Jerry Falwell[9]
- John Hagee[9]
- Alan Keyes[9]
- Pat Robertson[9]
- David Pawson[10]
- Orde Wingate
- Sandor Nemeth
- William Eugene Blackstone
- Reverendo William H. Hechler
- Anthony Ashley-Cooper, 7º Conde de Shaftesbury|Anthony Ashley Cooper
- Malcolm Hedding
- James David Manning[11]
- Jair Bolsonaro [2]
- Marco Feliciano[3]
- Donald Trump[12]